# Cosmosoma fenestrata
Cosmosoma fenestrata är en fjärilsart som beskrevs av Dru Drury 1770. Cosmosoma fenestrata ingår i släktet Cosmosoma och familjen björnspinnare. Inga underarter finns listade i Catalogue of Life.

## Bildgalleri

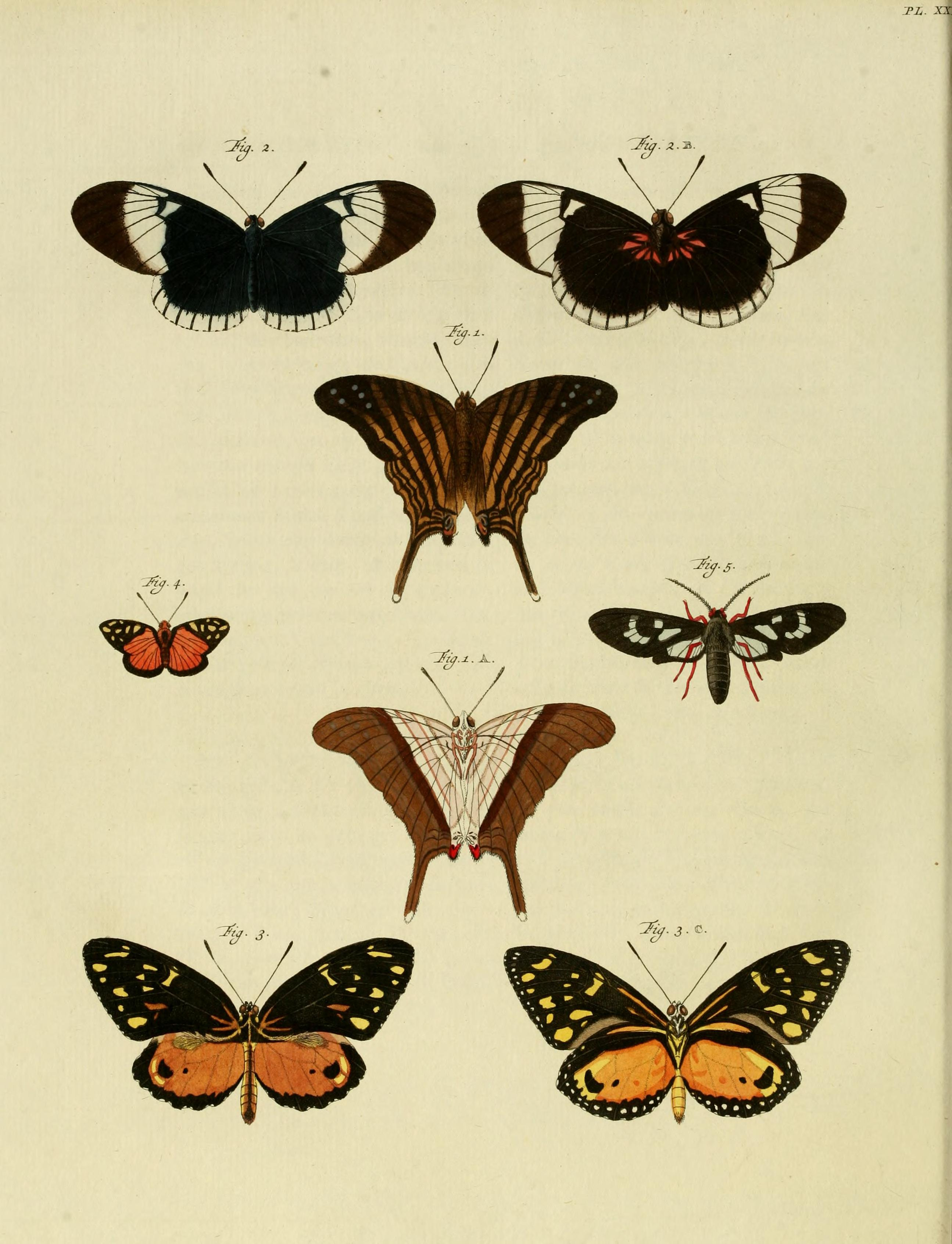